# Adieu vinyle
Pour plus de détails, voir Fiche technique et Distribution.
Adieu vinyle est un téléfilm français réalisé par Josée Dayan d'après un scénario de Sylvain Saada, diffusé en Suisse le 15 septembre 2023 sur RTS Un et en France le 18 septembre sur France 2.
Cette fiction, qui est une adaptation du roman À cœur perdu de Boileau-Narcejac, paru aux Éditions Denoël en 1960, est une coproduction de Mon Voisin Productions (Mediawan) et France Télévisions pour France 2,,,, réalisée avec la participation de la Radio télévision suisse (RTS) et de TV5 Monde.

## Synopsis
Au début des années 1960, Ève Faugères est au sommet de sa carrière musicale et est tiraillée entre les deux hommes de sa vie. Pendant ce temps, Florence est une jeune chanteuse, compatissante, admiratrice inconditionnelle de son aînée et prête à tout pour prendre sa place.

## Fiche technique
- Titre français : Adieu vinyle
- Réalisation : Josée Dayan[1],[2],[3],[4],[5],[6],[7],[8]
- Scénario : Sylvain Saada[1],[3],[4],[6],[7] d'après À cœur perdu de Boileau et Narcejac[8]
- Musique : Bruno Coulais, chansons de Benjamin Biolay[8]
- Décors : Richard Cahours de Virgile
- Costumes : Cyril Fontaine
- Photographie : Kika Ungaro[8]
- Son : Aline Huber
- Montage : Yves Langlois[8]
- Production : Dominique Besnehard et Antoine Le Carpentier[1],[3],[6],[7],[8]
- Sociétés de production : Mon Voisin Productions (Mediawan)[1],[3],[8] et France Télévisions
- Pays de production :  France
- Langue originale : français
- Format : couleur
- Genre : Drame[9]
- Durée : 94 minutes[8]
- Dates de premières diffusions : 
  - Suisse : 15 septembre 2023 sur RTS Un
  - France : 18 septembre 2023 sur France 2[6],[7]

## Distribution
Sauf indication contraire, les informations mentionnées dans cette section peuvent être confirmées par la base de données cinématographiques IMDb,  présente dans la section « Liens externes ».
- Isabelle Adjani : Ève Faugères
- Mathieu Amalric : Maurice Faugères
- Matthieu Dessertine : Jean Mauduit / « Stan Foller »
- Barbara Pravi : Florence Keller
- Jacques Bonnaffé : Commissaire Borel
- Jérôme Deschamps : Antoine Meliot
- Grégory Fitoussi : Stéphane Carel
- Julie Dumas : Violette
- Hugues Quester : le fantôme au paquet
- François Bureloup : le chauffeur de taxi
- Jérôme Mignon : le présentateur
- Edouard Berchiche : Berton
- Laurent Bariteau : le médecin légiste
- Fabrice Robert : l'ingénieur du son
- Frédéric Lievain : le collègue de Borel
- Gilles Janeyrand : le sosie de Maurice

## Production

### Genèse et développement
Le scénario est de la main de Sylvain Saada et la réalisation est assurée par Josée Dayan,,,,.
La production est assurée par Dominique Besnehard et Antoine Le Carpentier pour Mon Voisin Productions (Mediawan),,,.
Une première version du roman a été adaptée par Boileau et Narcejac eux-mêmes pour le cinéma. Le film Meurtre en 45 tours est sorti en 1960, réalisé par Étienne Périer, avec Danielle Darrieux (Ève), Michel Auclair (Jean) et Jean Servais (Maurice).
Le téléfilm est présenté le 27 août 2023 au Festival du film francophone d'Angoulême. L'histoire se déroule au début des années 60 (références aux yéyés et à Sylvie Vartan).

### Attribution des rôles
La chanteuse Barbara Pravi, qui a failli remporter le Concours Eurovision de la chanson en 2021, a été coachée par la réalisatrice Josée Dayan pour donner la réplique à Isabelle Adjani.
Barbara Pravi confie : « C'est incroyable d'avoir eu la chance de faire ça, d'autant plus que Josée m'a choisie. Je n'ai pas passé de casting pour jouer ce rôle. Dans cette fiction Ève est un peu la force positive et Florence est un peu la force négative, elle a un peu les dents qui raient le parquet. Ceci étant dit, elle est elle-même obnubilée par cette femme et rêverait d'être elle ».

### Tournage
Le tournage se déroule du 26 au 30 décembre 2022 et du 9 au 26 janvier 2023, à Paris, à Granville et à La Hague,,.

## Accueil

### Diffusions et audience
En France, le téléfilm, diffusé le 18 septembre 2023 sur France 2, est regardé par 1 913 000 téléspectateurs, soit 10,1% du public, et se classe troisième.

### Accueil critique
L'hebdomadaire Télécâble Sat Hebdo est très critique envers le téléfilm : « Ce thriller souffre d'une mise en scène surannée, de dialogues lestés de clichés avec Isabelle Adjani totalement perchée entre la caricature d'elle-même et la minauderie ».
Pour Télé-Loisirs « ce polar librement adapté d'À cœur perdu de Boileau-Narcejac paru en 1959 s'avère fastidieux, avec des répliques et des enchaînements parfois un peu abrupts ».
Cependant Première publie : « Adieu vinyle mérite qu'on s'y intéresse. Précisément, par la performance des comédiens qui, eux, parviennent à transcender ce climat. A commencer évidemment par Isabelle Adjani, l'interprète d'Eve, héroïne passionnante car prise à un moment de bascule de ses vies amoureuse et artistique et que la comédienne compose avec une aura et une folie douce assumée uniques ».
Télé 2 semaines renchérit : « Malgré des maladresses, ce drame troublant sur la jalousie bénéficie d'une direction artistique soignée et d'une interprétation particulièrement convaincante ».